# ATTACK (AAA의 음반)
〈ATTACK〉(어택)은 2006년 1월 1일에 에이벡스 트랙스에서 발매된 AAA의 첫 정규 음반이다.

## 해설
- 신곡 8곡을 포합해서 총 12곡으로 구성되어있다.
- ‘CD+DVD반’ ‘CD ONLY반’ ‘Half Album반’의 세 형태가 발매됐다.
- 각각의 초회반에는 트레이딩 카드가 총 88종 중에서 1종이 랜덤으로 봉입됐다.
- ‘CD+DVD반’에는 첫 원맨 이벤트 〈내일은 FridayParty!!〉(明日はFridayParty!!)의 라이브 영상을 수록하고 있다.
- 후일에 발매된 《REMIX ATTACK》에서 모든 수록곡이 리믹스돼서 수록됐다.

## 수록곡

### CD(CD+DVD・CD ONLY ver.)
1. BLOOD on FIRE [4:29]
  - 작사: 사사키 오사무 / 작곡 · 편곡: 와타나베 미키 / 랩 가사: 히다카 미츠히로

첫 번째 싱글.
2. DRAGON FIRE [4:32]
  - 작사 · 작곡 · 편곡: 시미즈 아키오

네 번째 싱글.
3. Welcome to This World [4:19]
  - 작사 · 작곡: SOTARO&KEN / 편곡: h-wonder

신곡.
스트리트 시대부터 불려왔던 곡
4. 태양(太陽) [4:46]
  - 작사 · 작곡: 카와이 타케시 / 편곡: 타나베 케이지

신곡
5. 아름다운 하늘(きれいな空) [4:40]
  - 작사 · 작곡: 하라 히로아키 / 편곡: 마츠바라 켄

세 번째 싱글
6. 최강 Babe(最強Babe) [4:02]
  - 작사: motsu / 작곡 · 편곡: face 2 fAKE

신곡.
5명의 남성 멤버에 의한 곡. 각각의 솔로 파트가 나뉘어 있다.
7. Get or Lose [4:55]
  - 작사: 모리 히로미 / 작곡: 하야시다 켄지 / 편곡: 타나베 케이지

신곡
3명의 여성 멤버에 의한 곡. 각각의 솔로 파트가 나뉘어 있다.
8. 만남의 힘(出逢いのチカラ) [5:00]
  - 작사: Kenn Kato / 작곡 · 편곡: face 2 fAKE

신곡
니시지마, 우노에 의한 곡
9. Friday Party [3:56]
  - 작사: m.c.A・T / 작곡 · 편곡: 토가시 아키오

두 번째 싱글. 남성 멤버 5명과 우노의 총 6명으로 부르는 버전도 존재했다.
10. VIRGIN F [4:25]
  - 작사: motsu / 작곡 · 편곡: 고토 츠구토시

신곡
스트리트 시대부터 불려왔던 곡
11. 지구에 안겨서(地球に抱かれて) [4:22]
  - 작사: 판타 / 작곡 · 편곡: 소가와 토모지

신곡
12. 우리들의 손(ボクラノテ) [4:30]
  - 작사 · 작곡: 이시다 타쿠미 / 편곡: REO

신곡
라이브 마지막에 불린 적이 많은 곡

### DVD(CD+DVD ver.)
영상은 2005년 11월 3일에 행해진 프리미엄 이벤트 ‘내일은 Friday Party’(明日はFriday Party)에서.
1. Welcome to this world
2. CRAZY GONNA CRAZY
3. 아름다운 하늘
4. Friday Party
5. BLOOD on FIRE
6. DRAGON FIRE

### CD(HalfAlbum ver.)
1. BLOOD on FIRE
2. DRAGON FIRE
3. Welcome to this wored
4. 아름다운 하늘
5. Friday Party
6. 지구에 안겨서